# Paul Rau
Paul Rau (russisch Пауль Давидович Рау; * 10. Februar 1897 in Alt-Weimar, Rajon Pallassowka; † 14. August 1930 in Pokrowsk) war ein wolgadeutscher Archäologe und Volkskundler.
Nach seinem Studium (Dr. phil) wurde er 1925 Leiter der Abteilung Archäologie, später Direktor des Zentralmuseums der Wolgadeutschen Republik in Pokrowsk. Wegen seiner Erforschung der Grabhügel (Kurgane) im Steppengebiet war er bekannt als der „Kurgankommissar“.
1930 beging Rau Suizid, um seiner drohenden Verhaftung im Zuge einer Kampagne gegen wolgadeutsche Intellektuelle zu entgehen.

## Veröffentlichungen (Auswahl)
- Kurgane und Altertumskunde in der Vorstellung der wolgadeutschen Bauern. In: Hessische Blätter für Volkskunde 23, 1924, S. 39–45.
- Die Hügelgräber römischer Zeit an der unteren Wolga (Ergebnisse der Gräberforschung in der Wolgadeutschen Republik). Deutscher Staatsverlag "Remgosisdat" A.G.R.R. der Wolgadeutschen, Pokrowsk 1927 (Digitalisat).
- Hockergräber der Wolgasteppe. Ausgrabungsmaterial des Zentralmuseums der Wolgadeutschen Republik. Volkskommissariat für Bildungswesen der Wolgadeutschen Republik, Zentralmuseum, Pokrowsk 1928.
- Die Gräber der früheren Eisenzeit im unteren Wolgagebiet. Studien zur Chronologie der skythischen Pfeilspitzen. Volkskommissariat für Bildungswesen der Wolgadeutschen Republik, Zentralmuseum, Pokrowsk 1929.
- mit Georg Dinges: Wolgadeutsche Volkslieder mit Bildern und Weisen (= Landschaftliche Volkslieder mit ihren Weisen Bd. 25). de Gruyter, Berlin 1932.